# Coapilla (kommun)
Coapilla är en kommun i Mexiko.   Den ligger i delstaten Chiapas, i den sydöstra delen av landet, 700 km öster om huvudstaden Mexico City.
Följande samhällen finns i Coapilla:
- Coapilla
- Buenavista
- José María Morelos y Pavón
- Llano Grande
- Vicente Guerrero
- Unión Portes Gil
- Morelia
- San Juan Bautista
- San Sebastián
- La Trinidad
- Esquipulas